# Gajdari
Gajdari (bułg. Гайдари) – wieś w środkowej Bułgarii, w obwodzie Gabrowo, w gminie Trjawna. Obecnie wieś jest wyludniona.